# (9294) 1983 EV
1983 إي في (ويعرف أيضًا باسم (9294) 1983 إي في وفق تسمية الكوكب الصغير) (بالإنجليزية: 1983 EV)‏ هو كويكب ضمن حزام الكويكبات؛ وترتيبه 9294 من حيث الاكتشاف.
اكتُشف هذا الجُرم الفلكي بواسطة Ewan Barr ‏ في 10 مارس 1983.

## وصلات خارجية
- (9294) 1983 EV في قاعدة بيانات مختبر الدفع النفاث لأجرام النظام الشمسي الصغيرة

- الاكتشاف · مخطط المدار ·  العناصر المدارية · المعلمات المادية

- (9294) 1983 EV على موقع ويكي سكاي: DSS2, SDSS, GALEX, IRAS, Hydrogen α, X-Ray, Astrophoto, Sky Map, Articles and images